# Klaus Pudelko
Klaus Pudelko (* 26. November 1948 in Rheydt) ist ein ehemaliger deutscher Fußballspieler.

## Stationen
Pudelko spielte seit der Saison 1969/70 in der Regionalliga Südwest als Torwart beim Pirmasenser Fußballklub. 1974 qualifizierte er sich mit der Mannschaft für die neueingeführte 2. Fußball-Bundesliga. Der Torwart absolvierte in den Jahren 1974 bis 1977 insgesamt 105 Spiele in der 2. Liga für den FK Pirmasens und erzielte dabei zwei Tore. Er erhielt in seiner Zeit als Profi in Deutschland nie eine gelbe oder rote Karte. 1977 wechselte Pudelko zum belgischen Zweitligisten THOR Waterschei, mit dem er in seiner Premierensaison direkt in die höchste belgische Fußballklasse aufstieg. Zwischen 1978 und 1986 spielte der Torhüter mit dem Verein aus Genk in der 1. Liga Belgiens und gewann während dieser Zeit zweimal den Belgischen Fußballpokal (1980, 1982). Im Europapokal der Pokalsieger 1982/83 erreichte Waterschei mit Pudelko im Tor das Halbfinale des Wettbewerbes, in dem man am späteren Sieger des Pokals, dem FC Aberdeen, scheiterte. Anschließend ließ er seine Karriere beim VfR Übach-Palenberg ausklingen.